# Le Soir
Le Soir ([lə swaʁ], Večer) je belgický deník psaný ve francouzštině. Jeho vydavatelem je společnost Groupe Rossel sídlící v Bruselu.
Le Soir byl založen v roce 1887 Émile Rosselem a původně byl distribuován zdarma jako reklamní tiskovina, později se stal placeným večerníkem. Za druhé světové války vycházel pod dohledem německých okupačních úřadů a byl známý jako „Le Soir Volé“ (ukradený Le Soir), odbojové hnutí ho parodovalo v ilegálním periodiku „Faux Soir“ (falešný Soir). Za války vycházel v novinách kreslený seriál Tintinova dobrodružství.
Le Soir se hlásí k liberálnímu středovému zaměření a podporuje zachování belgické federace. Jeho hlavním konkurentem ve frankofonní Belgii je katolicky konzervativní deník La Libre Belgique.